# Craig Wittus
Craig Wittus (Detroit, 24 febbraio 1957) è un ex tennista statunitense.

## Carriera
In carriera ha vinto due titoli di doppio, il Caracas Open nel 1982, e gli U.S. Pro Tennis Championships nello stesso anno, entrambi in coppia con il connazionale Steve Meister. Nei tornei del Grande Slam ha ottenuto il suo miglior risultato raggiungendo il terzo turno di doppio all'Open di Francia nel 1984 e agli US Open nel 1982 e nel 1984, e di doppio misto sempre all'Open di Francia nel 1984.

## Statistiche

### Singolare

#### Finali perse (1)
| Numero | Anno             | Torneo             | Superficie | Avversario in finale | Punteggio |
| 1.     | 14 novembre 1982 | ATP Taipei, Taipei | Sintetico  | Brad Gilbert         | 1-6, 4-6  |

### Doppio

#### Vittorie (2)
| Numero | Anno             | Torneo                                | Superficie  | Compagno      | Avversari in finale                | Punteggio     |
| 1.     | 14 febbraio 1982 | Caracas Open, Caracas                 | Cemento     | Steve Meister | Eric Fromm Cary Leeds              | 6-7, 7-6, 6-4 |
| 2.     | 19 luglio 1982   | U.S. Pro Tennis Championships, Boston | Terra rossa | Steve Meister | Freddie Sauer Schalk van der Merwe | 6-2, 6-3      |

#### Finali perse (1)
| Numero | Anno           | Torneo                   | Superficie | Compagno      | Avversari in finale       | Punteggio |
| 1.     | 15 agosto 1982 | ATP Cleveland, Cleveland | Cemento    | Matt Mitchell | Victor Amaya Hank Pfister | 4-6, 6-7  |